# 新富 (富津市)
新富（しんとみ）は、千葉県富津市の大字。2017年10月31日現在の人口は0人。郵便番号は293-0011。

## 地理
北から西は東京湾に面し、北東は君津市西君津、東は大堀、南東は青木、南は西川、新井、南西は富津に隣接する。

## 施設
- JERA富津火力発電所
- 日本製鉄REセンター
- 駒井ハイテック富津工場
- 日本ハイボルテージケーブル
- 東港金属千葉工場
- 荏原製作所富津事業所
- 住友重機械モダン富津工場
- 君津富津終末処理場
- 富津市一般廃棄物最終処分場汚水処理施設
- 総合社会体育館
- 富津みなと公園
- 市民ふれあい公園

## 交通

### 道路
- 主要地方道
  - 千葉県道90号木更津富津線